# アジア・パシフィック・エアラインズ
アジア・パシフィック・エアラインズ （Asia Pacific Airlines）は、アメリカ合衆国グアム準州に本社を置く貨物航空会社である。本拠地はグアム国際空港であり、チャーター貨物便をグアムから運行している。

## 歴史
1998年6月5日に設立、1999年6月3日に運航を開始した。Aero Micronesiaとしてw:Tan Holdings Corporationの傘下に入った。

## 機材

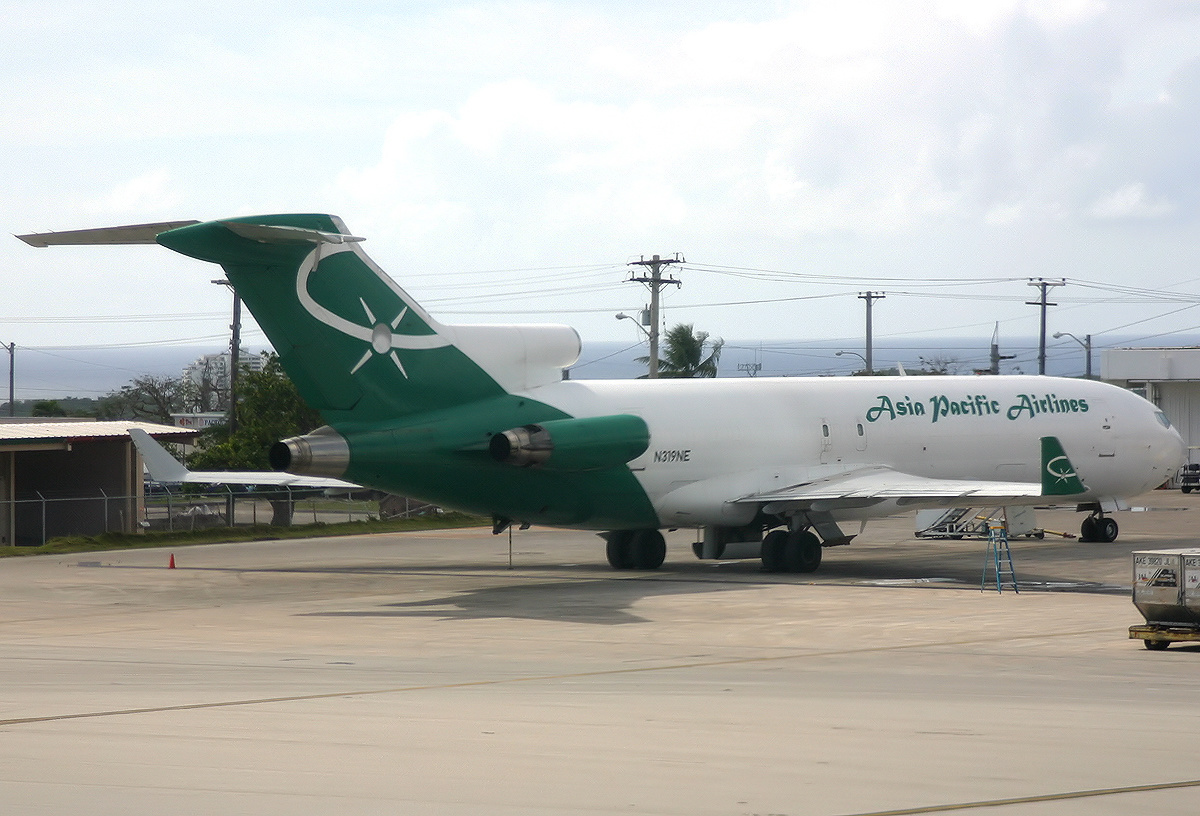
グアムに駐機しているAsia Pacific Airlines B727-212F

かつては元アメリカン航空のボーイング 727-200を運用していたが2020年に退役し、ボーイング757型へ機材更新され、プレシジョンコンバージョン社により旅客型を改修した757-200PCFを運用していたが757の4機目は元エチオピア航空の貨物専用（ボーイング 757-200PF）型を導入。
2024年現在
- ボーイング 757-200PCF型 3機
- ボーイング 757-200PF型 1機